# Rhyacophila nigrita
Rhyacophila nigrita är en nattsländeart som beskrevs av Banks 1907. Rhyacophila nigrita ingår i släktet Rhyacophila och familjen rovnattsländor. Inga underarter finns listade i Catalogue of Life.